# The Case of the Lucky Legs
The Case of the Lucky Legs est un film américain réalisé par Archie Mayo, sorti en 1935.

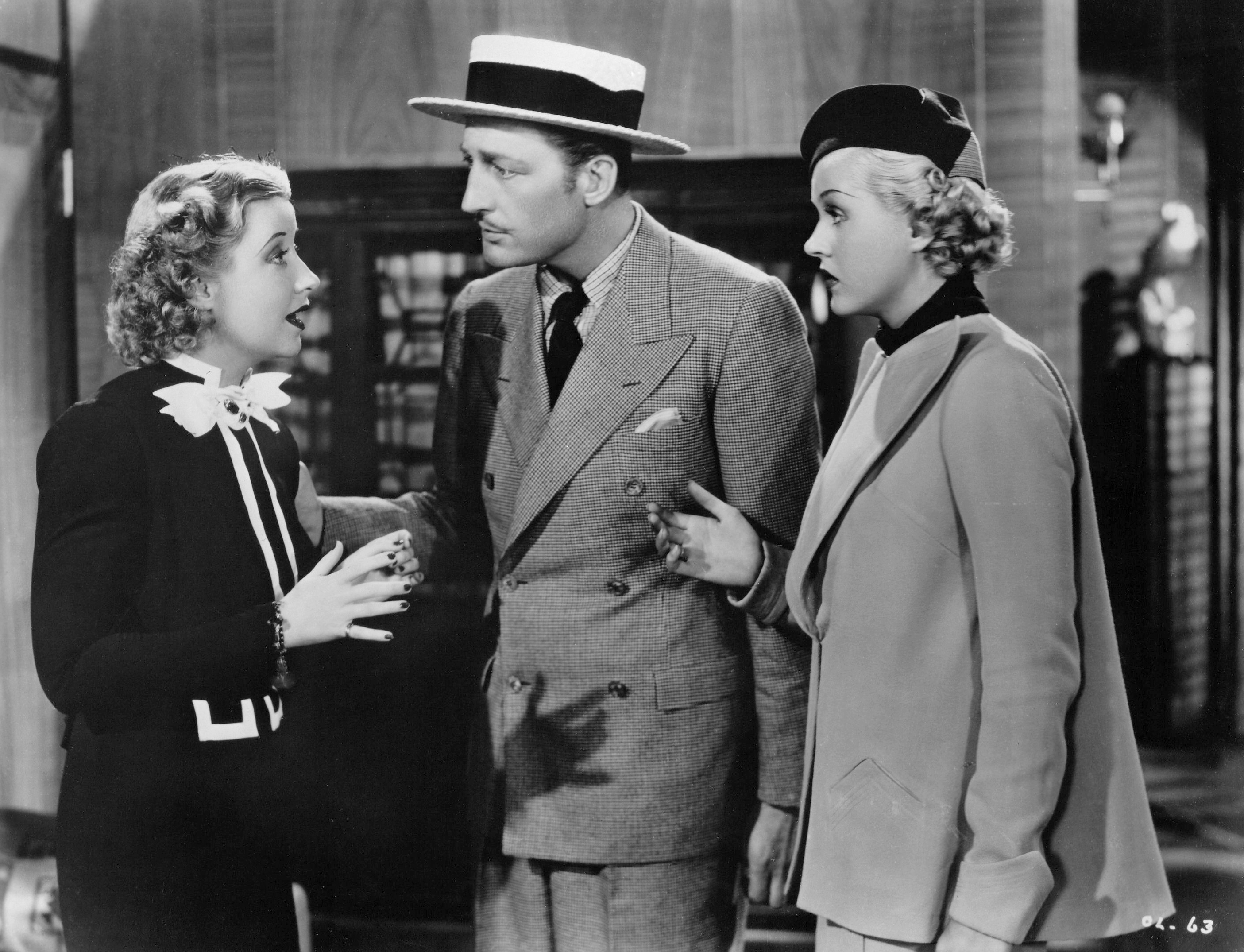
Genevieve Tobin, Warren William et Patricia Ellis dans une scène du film.

C'est le troisième film de la série Perry Mason.

## Synopsis
Margie Clune remporte le concours de beauté "Lucky Legs" organisé par Frank Patton, mais a du mal à récupérer son prix de 1 000 $ lorsque le promoteur quitte la ville. Il s’avère que ce n’était qu’une arnaque qu’il avait déjà commise. Lorsqu'il est retrouvé plus tard poignardé à mort, elle devient une suspecte sérieuse.

## Fiche technique
- Réalisation : Archie Mayo
- Scénario : Jerome Chodorov, Brown Holmes, Ben Markson d'après le roman The Case of the Lucky Legs d'Erle Stanley Gardner[2]
- Producteur : Henry Blanke
- Photographie : Tony Gaudio
- Montage : James Gibbon
- Genre : Comédie, mystère[3]
- Musique : Leo F. Forbstein
- Distributeur : Warner Bros. Pictures
- Durée : 77 minutes
- Date de sortie : 5 octobre 1935

## Distribution
- Warren William : Perry Mason
- Genevieve Tobin : Della Street
- Patricia Ellis : Margie Clune
- Lyle Talbot : Dr Bob Doray
- Allen Jenkins : Spudsy Drake, Mason's private investigator
- Barton MacLane : chef de la police Bisonette
- Peggy Shannon : Thelma Bell
- Porter Hall : Bradbury
- Anita Kerry : Eva Lamont
- Craig Reynolds : Frank Patton
- Henry O'Neill : District Attorney Manchester
- Charles Wilson : officier de police Ricker
- Joseph Crehan : détective Johnson
- Olin Howland : Dr Croker
- Mary Treen : la femme de Spudsy